# Dima Nashawi
Dima Nashawi (àrab: ديما نشاوي, Dīmā Naxāwī) (Damasc, 1980) és una artista i activista pels drets dels nens siriana resident a Beirut, ha fet d'il·lustradora i pallassa i ha fundat el projecte d'Iniciativa de Memòria de la Cultura Siriana (MISC). Des de 2001 ha fet dissenys gràfics i còmics; el 2010 va fer la seva primera exposició de suport als refugiats sota el paraigua de l'ACNUR i la segona en 2011 per donar suport als nens amb càncer sota el patrocini de l'ONG siriana Basma.
El febrer de 2014 es va unir a Clown Me In (CMI), amb el qual va actuar fent de pallasso al carrer amb el nom artístic Nseet ("jo vaig oblidar" en àrab), fins que el setembre de 2015 marxà a Londres per fer un màster en arts i gestió cultural a la King’s College University. El febrer de 2017 tornà a Beirut i es reincorporà a CMI.
El seu personatge de pallasso tracta sarcàsticament amb la seva memòria a curt termini per difondre riure i alegria durant les seves actuacions. En 2018 fou inclosa a la llista 100 Women BBC.